# Calciatore dell'anno (PFA)
Il Giocatore dell'anno della PFA (in inglese PFA Players' Player of the Year) è un premio calcistico assegnato al miglior giocatore del campionato inglese.
A differenza del Football Writers' Association Footballer of the Year, il premio viene assegnato come risultato dalle votazioni degli altri giocatori.

## Albo d'oro
| Stagione  | Naz.                        | Vincitore           | Squadra           | Note |
| --------- | --------------------------- | ------------------- | ----------------- | ---- |
| 1973-1974 | Inghilterra (bandiera)      | Norman Hunter       | Leeds United      |      |
| 1974-1975 | Inghilterra (bandiera)      | Colin Todd          | Derby County      |      |
| 1975-1976 | Irlanda del Nord (bandiera) | Pat Jennings        | Tottenham Hotspur |      |
| 1976-1977 | Scozia (bandiera)           | Andy Gray           | Aston Villa       |      |
| 1977-1978 | Inghilterra (bandiera)      | Peter Shilton       | Nottingham Forest |      |
| 1978-1979 | Irlanda (bandiera)          | Liam Brady          | Arsenal           |      |
| 1979-1980 | Inghilterra (bandiera)      | Terry McDermott     | Liverpool         |      |
| 1980-1981 | Scozia (bandiera)           | John Wark           | Ipswich Town      |      |
| 1981-1982 | Inghilterra (bandiera)      | Kevin Keegan        | Southampton       |      |
| 1982-1983 | Scozia (bandiera)           | Kenny Dalglish      | Liverpool         |      |
| 1983-1984 | Galles (bandiera)           | Ian Rush            | Liverpool         |      |
| 1984-1985 | Inghilterra (bandiera)      | Peter Reid          | Everton           |      |
| 1985-1986 | Inghilterra (bandiera)      | Gary Lineker        | Everton           |      |
| 1986-1987 | Inghilterra (bandiera)      | Clive Allen         | Tottenham Hotspur |      |
| 1987-1988 | Inghilterra (bandiera)      | John Charles Barnes | Liverpool         |      |
| 1988-1989 | Galles (bandiera)           | Mark Hughes         | Manchester United |      |
| 1989-1990 | Inghilterra (bandiera)      | David Platt         | Aston Villa       |      |
| 1990-1991 | Galles (bandiera)           | Mark Hughes         | Manchester United |      |
| 1991-1992 | Inghilterra (bandiera)      | Gary Pallister      | Manchester United |      |
| 1992-1993 | Irlanda (bandiera)          | Paul McGrath        | Aston Villa       |      |
| 1993-1994 | Francia (bandiera)          | Éric Cantona        | Manchester United |      |
| 1994-1995 | Inghilterra (bandiera)      | Alan Shearer        | Blackburn Rovers  |      |
| 1995-1996 | Inghilterra (bandiera)      | Les Ferdinand       | Newcastle United  |      |
| 1996-1997 | Inghilterra (bandiera)      | Alan Shearer        | Newcastle United  |      |
| 1997-1998 | Paesi Bassi (bandiera)      | Dennis Bergkamp     | Arsenal           |      |
| 1998-1999 | Francia (bandiera)          | David Ginola        | Tottenham Hotspur |      |
| 1999-2000 | Irlanda (bandiera)          | Roy Keane           | Manchester United |      |
| 2000-2001 | Inghilterra (bandiera)      | Teddy Sheringham    | Manchester United |      |
| 2001-2002 | Paesi Bassi (bandiera)      | Ruud van Nistelrooy | Manchester United |      |
| 2002-2003 | Francia (bandiera)          | Thierry Henry       | Arsenal           |      |
| 2003-2004 | Francia (bandiera)          | Thierry Henry       | Arsenal           |      |
| 2004-2005 | Inghilterra (bandiera)      | John Terry          | Chelsea           |      |
| 2005-2006 | Inghilterra (bandiera)      | Steven Gerrard      | Liverpool         |      |
| 2006-2007 | Portogallo (bandiera)       | Cristiano Ronaldo   | Manchester United |      |
| 2007-2008 | Portogallo (bandiera)       | Cristiano Ronaldo   | Manchester United |      |
| 2008-2009 | Galles (bandiera)           | Ryan Giggs          | Manchester United |      |
| 2009-2010 | Inghilterra (bandiera)      | Wayne Rooney        | Manchester United |      |
| 2010-2011 | Galles (bandiera)           | Gareth Bale         | Tottenham Hotspur |      |
| 2011-2012 | Paesi Bassi (bandiera)      | Robin van Persie    | Arsenal           |      |
| 2012-2013 | Galles (bandiera)           | Gareth Bale         | Tottenham Hotspur |      |
| 2013-2014 | Uruguay (bandiera)          | Luis Alberto Suarez | Liverpool         |      |
| 2014-2015 | Belgio (bandiera)           | Eden Hazard         | Chelsea           |      |
| 2015-2016 | Algeria (bandiera)          | Riyad Mahrez        | Leicester City    |      |
| 2016-2017 | Francia (bandiera)          | N'Golo Kanté        | Chelsea           |      |
| 2017-2018 | Egitto (bandiera)           | Mohamed Salah       | Liverpool         |      |
| 2018-2019 | Paesi Bassi (bandiera)      | Virgil van Dijk     | Liverpool         |      |
| 2019-2020 | Belgio (bandiera)           | Kevin De Bruyne     | Manchester City   |      |
| 2020-2021 | Belgio (bandiera)           | Kevin De Bruyne     | Manchester City   |      |
| 2021-2022 | Egitto (bandiera)           | Mohamed Salah       | Liverpool         |      |
| 2022-2023 | Norvegia (bandiera)         | Erling Haaland      | Manchester City   |      |
| 2023-2024 | Inghilterra (bandiera)      | Phil Foden          | Manchester City   |      |

## Vittorie per nazione
- Inghilterra : 18
- Galles : 6
- Francia : 5
- Paesi Bassi : 4
- Scozia : 3
- Irlanda : 3
- Belgio : 3
- Portogallo : 2
- Egitto : 2
- Irlanda del Nord : 1
- Uruguay : 1
- Algeria : 1
- Norvegia : 1

## Vittorie per club
- Manchester Utd: 11
- Liverpool: 9
- Tottenham: 5
- Arsenal: 5
- Chelsea: 3
- Aston Villa: 3
- Manchester City: 3
- Everton: 2
- Newcastle Utd: 2
- Leeds Utd: 1
- Derby County: 1
- Nottingham Forest: 1
- Ipswich Town: 1
- Southampton: 1
- Blackburn: 1
- Leicester City: 1

## Statistiche
- Nel 1976 Pat Jennings fu il primo giocatore non inglese a ricevere il premio.
- Nel 1979 Liam Brady fu il primo giocatore non britannico a ricevere il premio.
- Nel 1980 Terry McDermott e nel 1984 Ian Rush furono i primi giocatori a vincere, nello stesso anno, anche il FWA Footballer of the Year.
- Nel 1991 Mark Hughes fu il primo giocatore a vincere per due volte il premio.
- Nel 1997 Alan Shearer fu il primo giocatore a vincere il premio con due squadre diverse.
- Nel 2004 Thierry Henry fu il primo giocatore a vincere il premio per due anni consecutivi.
- Nel 2014 Luis Suarez fu il primo giocatore non europeo a ricevere il premio.
- Nel 2016 Riyad Mahrez fu il primo giocatore africano a ricevere il premio.